# Liste der Kulturdenkmale in Damlos
In der Liste der Kulturdenkmale in Damlos sind alle Kulturdenkmale der schleswig-holsteinischen Gemeinde Damlos (Kreis Ostholstein) und ihrer Ortsteile aufgelistet (Stand: 10. März 2025).

## Legende
In den Spalten befinden sich folgende Informationen:
- Objekt-ID: die Nummer des Kulturdenkmales
- Lage: die Adresse des Kulturdenkmales und die geographischen Koordinaten. Kartenansicht, um Koordinaten zu setzen. In der Kartenansicht sind Kulturdenkmale ohne Koordinaten mit einem roten Marker dargestellt und können in der Karte gesetzt werden. Kulturdenkmale ohne Bild sind mit einem blauen Marker gekennzeichnet, Kulturdenkmale mit Bild mit einem grünen Marker.
- Offizielle Bezeichnung: Bezeichnung des Kulturdenkmales
- Beschreibung: die Beschreibung des Kulturdenkmales
- Bild: ein Bild des Kulturdenkmales

## Sachgesamtheiten
| Objekt-ID | Lage                                           | Offizielle Bezeichnung           | Beschreibung | Bild |
| --------- | ---------------------------------------------- | -------------------------------- | --- | ---- |
| 41430     | Sebenter Weg 37 (54° 14′ 55″ N, 10° 54′ 10″ O) | Ehemalige Revierförsterei Damlos | ehem. Revierförsterei; 18.-19. Jahrhundert; das Wohnhaus ein eingeschossiger Backsteinbau mit Mittelzwerchhaus und reetgedecktem Walmdach, Scheune in Zweiständerkonstruktion und reetgedecktem Walmdach, Stall in Wandständerkonstruktion mit reetgedecktem Walmdach und Backhaus mit pfannengedecktem Satteldach - Begründung: geschichtlich, Kulturlandschaft prägend - Schutzumfang: Wohnhaus, Scheune, Stall, Backhaus | BW   |

## Bauliche Anlagen
| Objekt-ID | Lage                                           | Offizielle Bezeichnung | Beschreibung | Bild |
| --------- | ---------------------------------------------- | ---------------------- | --- | ---- |
| 29917     | Sebenter Weg 37 (54° 14′ 55″ N, 10° 54′ 10″ O) | Wohnhaus               | Wohnhaus; im Kern 18. Jahrhundert, umgebaut um 1860; eingeschossiger gelber Backsteinbau mit Mittelzwerchhaus, reetgedecktes Walmdach - Begründung: geschichtlich, Kulturlandschaft prägend - Schutzumfang: gesamtes Objekt - Denkmaltyp: Bauliche Anlage, Sachgesamtheit: ehem. Revierförsterei Damlos              | BW   |
| 29918     | Sebenter Weg 37 (54° 14′ 55″ N, 10° 54′ 10″ O) | Scheune                | Scheune; 1771; Durchfahrtsscheune in Zweiständerkonstruktion mit Abseiten, Außenmauern in Fachwerk mit Backsteinausfachung, reetgedecktes Walmdach - Begründung: geschichtlich, Kulturlandschaft prägend - Schutzumfang: gesamtes Objekt - Denkmaltyp: Bauliche Anlage, Sachgesamtheit: ehem. Revierförsterei Damlos | BW   |

## Quelle
- Liste der Kulturdenkmale in Schleswig-Holstein – Kreis Ostholstein (PDF)

- Karte mit allen Koordinaten:
- OSM |
- WikiMap